# Xian de Tiantai
Pour les articles homonymes, voir Tiantai (homonymie).
Le xian de Tiantai (chinois simplifié : 天台县 ; pinyin : tiāntāi xiàn) est un district administratif de la province du Zhejiang en Chine. Il est placé sous la juridiction administrative de la ville-préfecture de Taizhou.

## Démographie
La population du district était de 551 204 habitants en 1999.

## Monuments

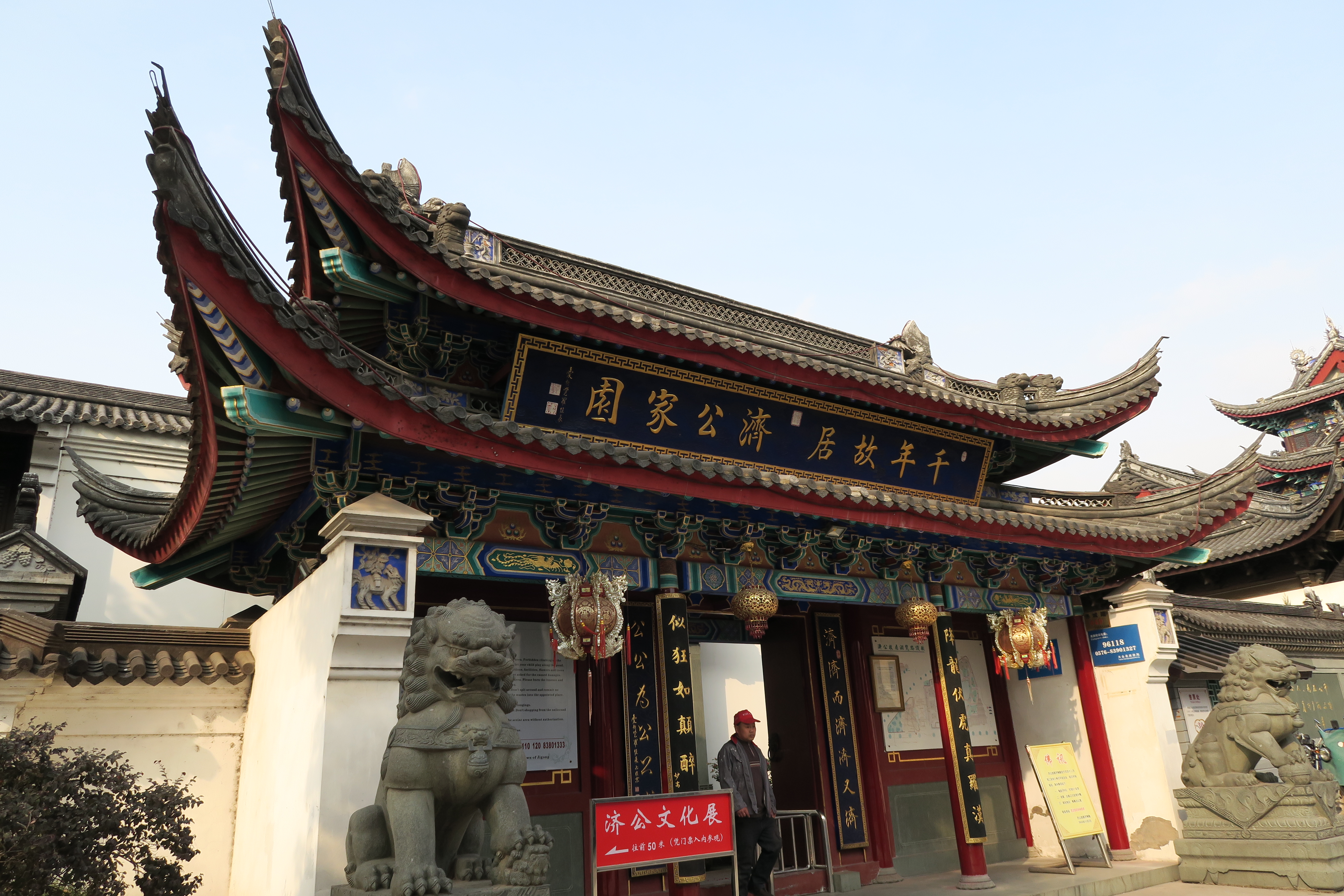
demeure de Ji Gong

- La demeure de Ji Gong

## Personnalités du Xian
- Ji Gong (济公, jì gōng), d'où est tiré la Légende de Jigong (济公传说, jìgōng chuánshuō), un moine considéré comme fou qui tentait de s'occuper des plus démunis.